# 1486 Marilyn
1486 Marilyn eller 1938 QA är en asteroid i huvudbältet som upptäcktes 23 augusti 1938 av den belgiske astronomen Eugène Joseph Delporte i Uccle. Det har fått sitt namn efter Marilyn Herget, dotter till den amerikanske astronomen Paul Herget.
Asteroiden har en diameter på ungefär 6 kilometer.